# Кёрменд
Кёрменд (венг. Körmend) — город на западе Венгрии в медье Ваш. Население — 12 379 человек (2005).

## География и транспорт

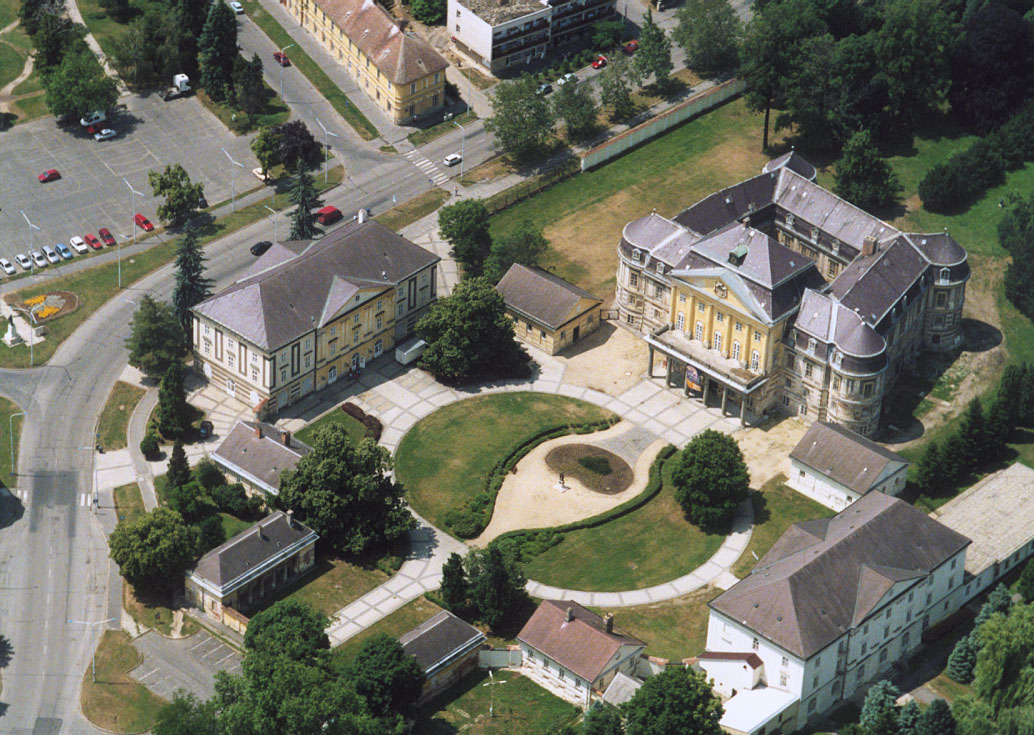
Дворец Баттьяни в Кёрменде

Кёрменд расположен примерно в 25 километрах к югу от столицы медье Сомбатхея и на таком же расстоянии к северо-западу от Залаэгерсега. В 5 километрах к востоку от города проходит граница с Австрией. Кёрменд — крупный транспортный узел, железные дороги ведут из города в трёх направлениях — на север, в Сомбатхей, на юг — в Залалёвё и на запад — в Австрию. Также в Кёрменде пересекаются две автомагистрали — E66 Секешфехервар — Грац и E65 Братислава — Загреб. К юго-западу от Кёрменда начинается территория национального парка Эршег.

## Достопримечательности
Главная достопримечательность города — дворец могущественной аристократической семьи Баттьяни. Известный врач Ласло Баттьяни-Штраттманн, известный как «Доктор бедных» и причисленный Католической церковью к лику блаженных, жил со своей семьёй в этом замке на протяжении 10 лет. Он превратил одно из крыльев дворца в клинику, где бесплатно лечил нуждающихся.

## Население
| Год  | Численность | Численность |
| ---- | ----------- | ----------- |
| 2013 | 11 694      | [ 2 ]       |
| 2014 | 11 610      | [ 3 ]       |
| 2018 | 11 236      | [ 4 ]       |
| 2021 | 10 781      | [ 5 ]       |
| 2022 | 10 438      | [ 6 ]       |
| 2023 | 10 255      | [ 7 ]       |
| 2024 | 10 177      | [ 1 ]       |

## Города-побратимы
- Мурска-Собота, Словения
- Фюрстенфельд, Австрия
- Хейнявеси, Финляндия
- Южное, Украина (2014)